# Сориано, Роберто
Роберто Сориано (итал. Roberto Soriano; 8 февраля 1991, Дармштадт, Германия) — итальянский футболист, полузащитник. Выступал за сборную Италии.
Младший брат футболиста Элии Сориано.

## Биография
Воспитанник футбольной школы «Баварии». Выступал за «Сампдорию». На данный момент защищает цвета клуба «Вильярреал».
Дебютировал за сборную Италии в отборочной игре к Евро-2016 со сборной Хорватии.
4 января 2019 года Сориано перешёл в «Болонью» на правах аренды.